# 欧巴尼奥
欧巴尼奥，是匈牙利巴兰尼亚州所辖的一个村。总面积7.49平方公里，总人口131，人口密度17.5人/平方公里（2011年1月1日）。